# Dơi bao đuôi đen
Dơi bao đuôi đen (danh pháp hai phần: Taphozous theobaldi) là một loài động vật có vú trong họ Dơi bao, bộ Dơi. Loài này được Dobson mô tả năm 1872.

## Hình ảnh

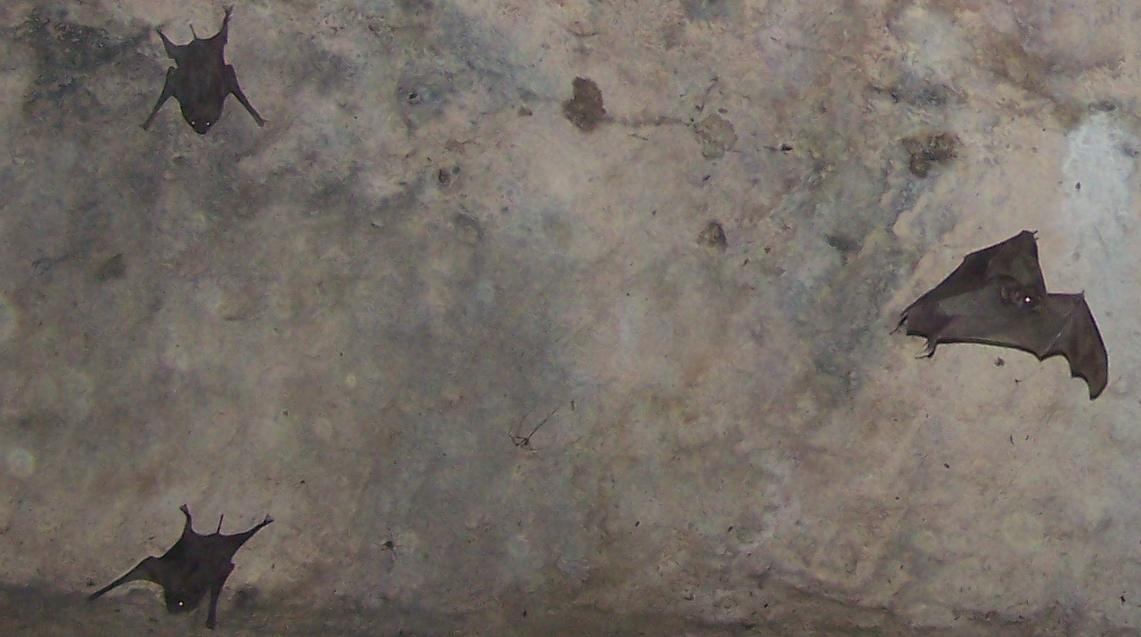